# James Cooper
James Cooper (Frederick megye, 1810. május 8. – Columbus, 1863. március 28.) az Amerikai Egyesült Államok szenátora (Pennsylvania, 1849–1855).